# WTA Finals 2022 - Đơn
Caroline Garcia là nhà vô địch, đánh bại Aryna Sabalenka trong trận chung kết, 7–6(7–4), 6–4. Garcia trở thành nữ tay vợt Pháp đầu tiên vô địch WTA Finals sau Amélie Mauresmo vào năm 2005.
Garbiñe Muguruza là đương kim vô địch, nhưng không giành quyền tham dự giải đấu.
Đây là lần đầu tiên Ons Jabeur, Jessica Pegula, Coco Gauff và Daria Kasatkina tham dự giải đấu.
Đây là lần đầu tiên kể từ năm 2015, hai tay vợt toàn thắng 3 trận vòng bảng bị loại ở vòng bán kết.

## Hạt giống
1. Iga Świątek (Bán kết)
2. Ons Jabeur (Vòng bảng)
3. Jessica Pegula (Vòng bảng)
4. Coco Gauff (Vòng bảng)
5. Maria Sakkari (Bán kết)
6. Caroline Garcia (Vô địch)
7. Aryna Sabalenka (Chung kết)
8. Daria Kasatkina (Vòng bảng)

## Thay thế
1. Veronika Kudermetova (Không thi đấu)
2. Madison Keys (Không thi đấu)

## Kết quả

### Từ viết tắt
| - Q = Vòng loại - WC = Đặc cách - LL = Thua cuộc may mắn - Alt = Thay thế - SE = Miễn đặc biệt | - PR = Bảo toàn thứ hạng - w/o = Thắng nhờ đối thủ rút lui trước trận đấu - r = Bỏ cuộc giữa trận đấu - d = Bị xử thua - SR = Xếp hạng đặc biệt |

### Chung kết
|  | Bán kết | Bán kết         | Bán kết | Bán kết         | Bán kết |   |   | Chung kết       | Chung kết | Chung kết | Chung kết | Chung kết |  |
|  |         |                 |         |                 |         |   |   |                 |           |           |           |           |  |
|  | 1       | Iga Świątek     | 2       | 6               | 1       |   |   |                 |           |           |           |           |  |
|  | 1       | Iga Świątek     | 2       | 6               | 1       |   |   |                 |           |           |           |           |  |
|  | 7       | Aryna Sabalenka | 6       | 2               | 6       |   |   |                 |           |           |           |           |  |
|  | 7       | Aryna Sabalenka | 6       | 2               | 6       |   | 7 | Aryna Sabalenka | 64        | 4         |           |           |  |
|  |         |                 |         |                 |         |   | 7 | Aryna Sabalenka | 64        | 4         |           |           |  |
|  |         |                 | 6       | Caroline Garcia | 7       | 6 |   |                 |           |           |           |           |  |
|  | 6       | Caroline Garcia | 6       | Caroline Garcia | 7       | 6 | 6 | 6               |           |           |           |           |  |
|  | 6       | Caroline Garcia |         |                 |         |   |   |                 |           |           |           |           |  |
|  | 5       | Maria Sakkari   | 3       | 2               |         |   |   |                 |           |           |           |           |  |

### Bảng Tracy Austin
|   |                 | Świątek  | Gauff         | Garcia             | Kasatkina          | RR T–B | Set T–B    | Game T–B    | Xếp hạng |
| 1 | Iga Świątek     |          | 6–3, 6–0      | 6–3, 6–2           | 6–2, 6–3           | 3–0    | 6–0 (100%) | 36–13 (73%) | 1        |
| 4 | Coco Gauff      | 3–6, 0–6 |               | 4–6, 3–6           | 6–7(6–8), 3–6      | 0–3    | 0–6 (0%)   | 19–37 (34%) | 4        |
| 6 | Caroline Garcia | 3–6, 2–6 | 6–4, 6–3      |                    | 4–6, 6–1, 7–6(7–5) | 2–1    | 4–3 (57%)  | 34–32 (52%) | 2        |
| 8 | Daria Kasatkina | 2–6, 3–6 | 7–6(8–6), 6–3 | 6–4, 1–6, 6–7(5–7) |                    | 1–2    | 3–4 (43%)  | 31–38 (45%) | 3        |

### Bảng Nancy Richey
|   |                 | Jabeur             | Pegula             | Sakkari            | Sabalenka          | RR T–B | Set T–B    | Game T–B    | Xếp hạng |
| 2 | Ons Jabeur      |                    | 1–6, 6–3, 6–3      | 2–6, 3–6           | 6–3, 6–7(5–7), 5–7 | 1–2    | 3–5 (38%)  | 35–41 (46%) | 3        |
| 3 | Jessica Pegula  | 6–1, 3–6, 3–6      |                    | 6–7(6–8), 6–7(4–7) | 3–6, 5–7           | 0–3    | 1–6 (14%)  | 32–40 (44%) | 4        |
| 5 | Maria Sakkari   | 6–2, 6–3           | 7–6(8–6), 7–6(7–4) |                    | 6–2, 6–4           | 3–0    | 6–0 (100%) | 38–23 (62%) | 1        |
| 7 | Aryna Sabalenka | 3–6, 7–6(7–5), 7–5 | 6–3, 7–5           | 2–6, 4–6           |                    | 2–1    | 4–3 (57%)  | 36–37 (49%) | 2        |